# كلية الهندسة المعمارية بجامعة دمشق
تُعدّ كلية الهندسة المعمارية من الكليّات الرائدة في جامعة دمشق، إذ تخرّج سنويًا عددًا كبيرًا من المهندسين المعماريين المؤهّلين لتقديم حلول مبتكرة وتصميم وتنفيذ مشاريع معمارية وعمرانية متنوعة تشمل الأبنية السكنية، والصحية، والتعليمية، والثقافية، والترفيهية، والرياضية، والسياحية، والخدمية وغيرها. كما تسهم الكلية في تخريج باحثين حاصلين على شهادات الماجستير الأكاديمي والدكتوراه في مجالات التصميم المعماري، وتخطيط المدن، ونظريات وتاريخ العمارة، وعلوم البناء والتنفيذ. إضافة إلى ذلك، تمنح الكلية شهادات التأهيل والتخصص في برامج متعددة مثل: ترميم المباني التاريخية والأثرية والحفاظ عليها، والعمارة الداخلية، وعلوم البناء والتنفيذ.

## تاريخ

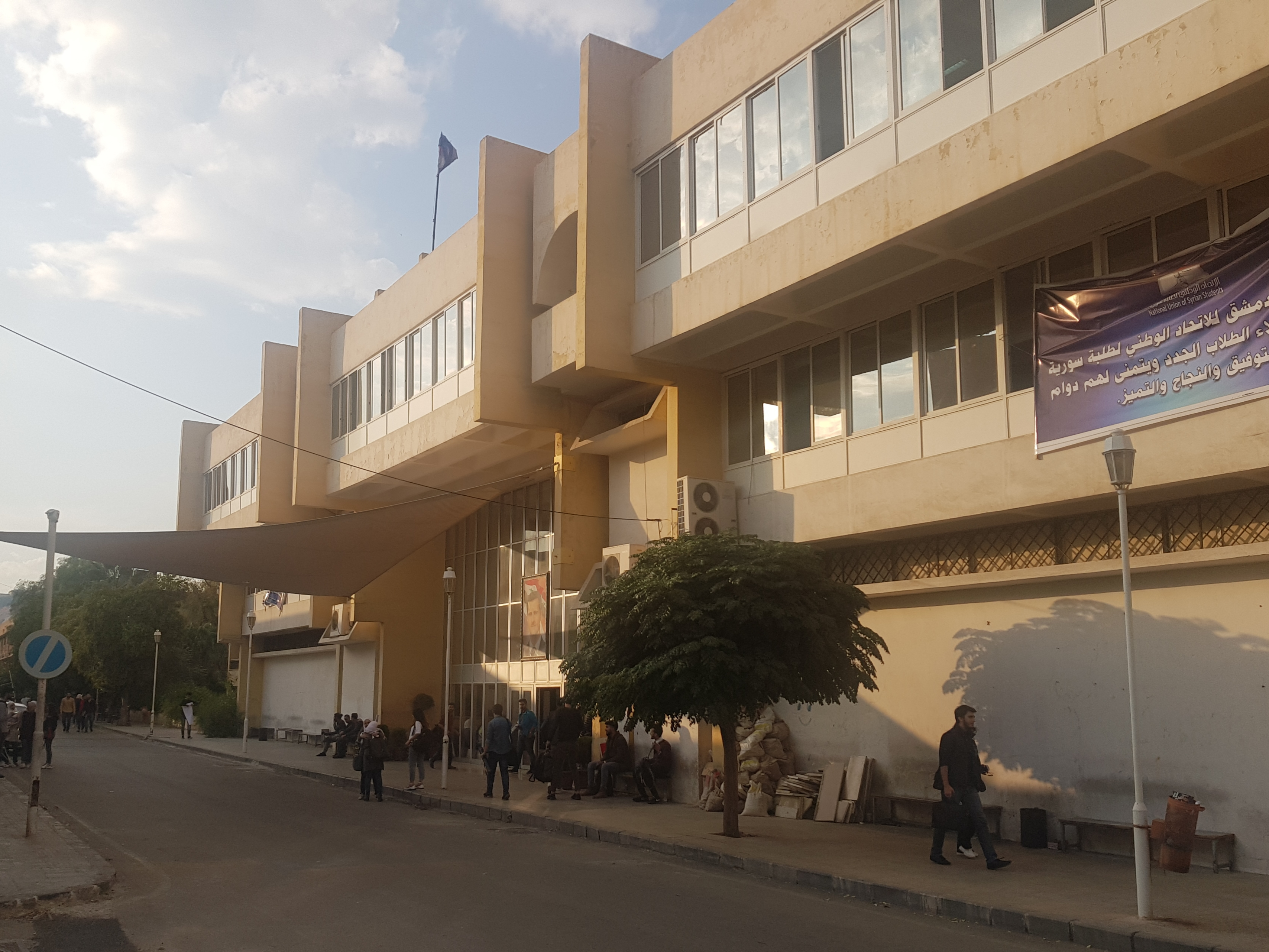
مبنى كلية الهندسة المعمارية في جامعة دمشق-الواجهة الرئيسية (الجنوبية)

بدأ تدريس الهندسة المعمارية في دمشق لأول مرة عام 1960 ضمن المعهد العالي للفنون الجميلة، وكانت مدة الدراسة آنذاك أربع سنوات يليها مشروع تخرّج. وفي عام 1963، صدر المرسوم رقم 1984 الذي قضى بتحويل المعهد إلى كلية الفنون الجميلة، وتعديل مدة دراسة الهندسة المعمارية إلى خمس سنوات. لاحقًا، نُقل قسم الهندسة المعمارية من كلية الفنون الجميلة إلى كلية الهندسة بموجب المرسوم رقم 830 الصادر عام 1970. وفي عام 1977، صدر المرسوم رقم 96 الذي حدد نظام قسم الهندسة المعمارية في جامعتي دمشق وحلب.

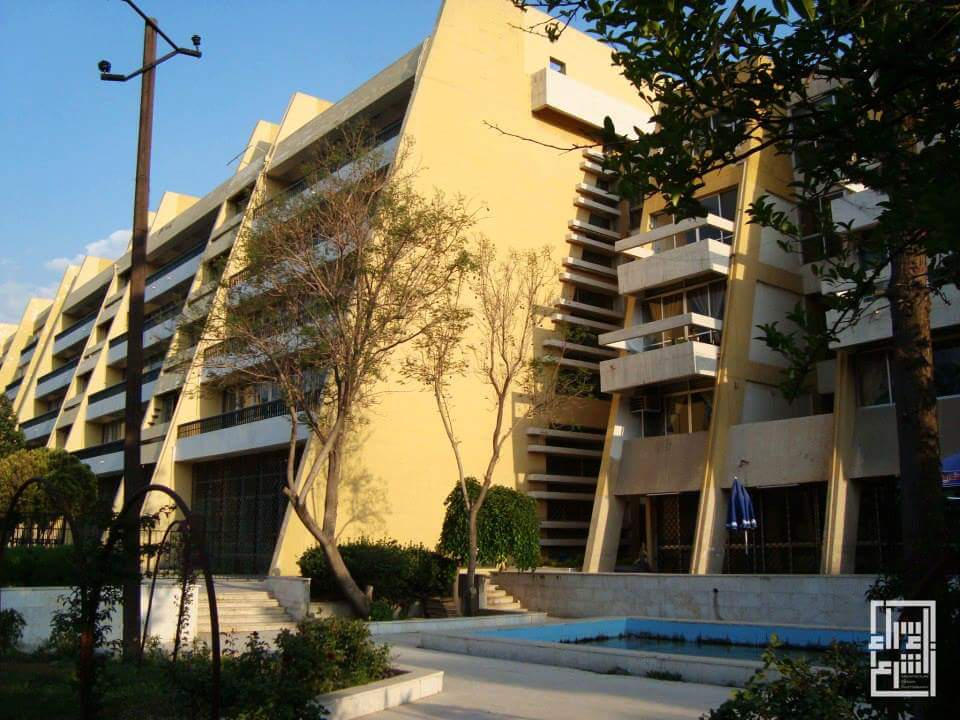
الواجهة الشمالية (الخلفية) للكلية

وفي عام 1982، أُقرت اللائحة التنفيذية لقانون تنظيم الجامعات، والتي نصت على تأسيس كلية الهندسة المعمارية في جامعة دمشق، لتُحدث الكلية رسميًا عام 1984. وفي العام نفسه، صدرت اللائحة الداخلية الخاصة بكليات الهندسة المعمارية في الجامعات السورية، والتي حددت الأقسام والشعب والدرجات العلمية ومدة الدراسة وشروط القبول والنجاح، كما أُطلقت برامج الدراسات العليا في جميع الأقسام لنيل شهادات الدبلوم، والماجستير، والدكتوراه. وفي 26 كانون الثاني/يناير 1986، صدر المرسوم رقم 20 الذي اعتمد لائحة داخلية جديدة لكليات الهندسة المعمارية، وقد خضعت هذه اللائحة لتعديلات لاحقة، وبدأ تطبيقها على طلاب السنة الأولى اعتبارًا من العام الدراسي 2007-2008.

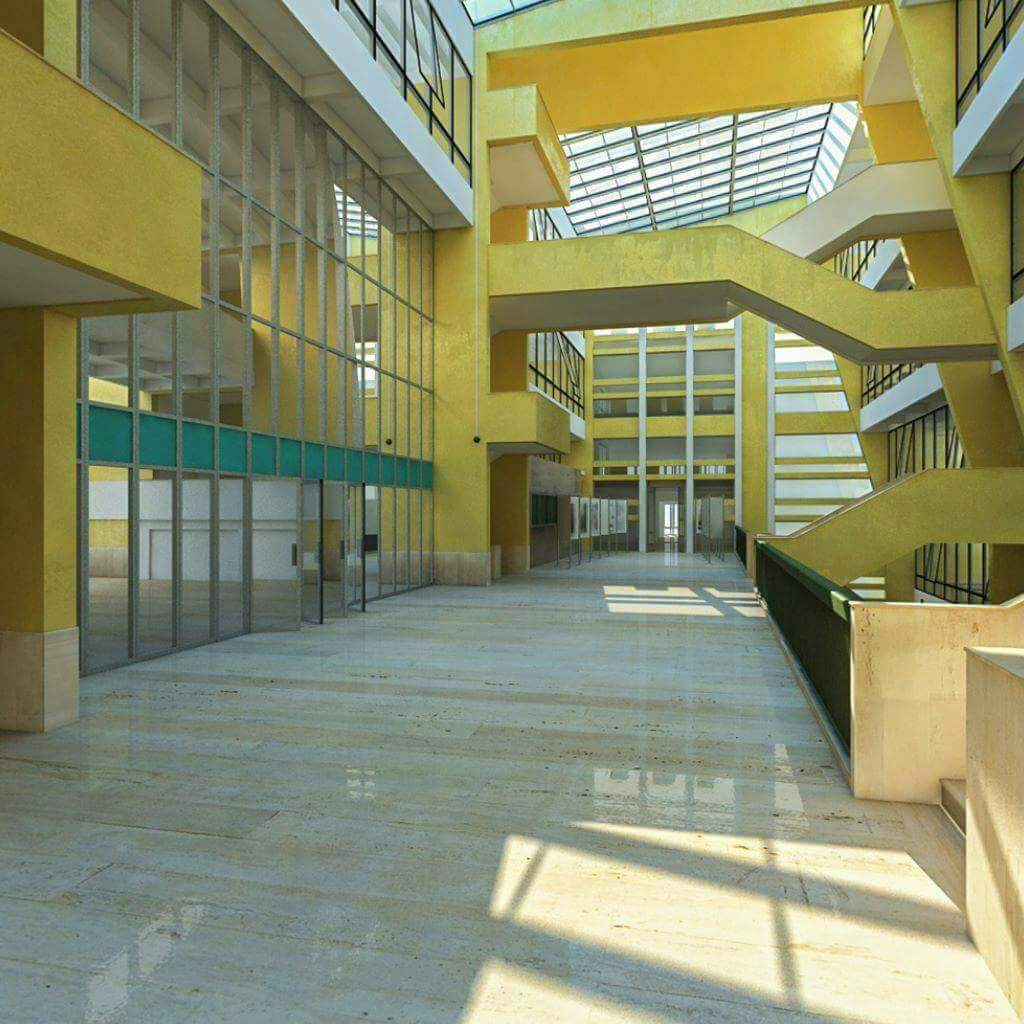
بهو كلية الهندسة المعمارية

وفي عام 2003، أُنشئ مركز الدراسات العليا لترميم الأبنية ومراكز المدن التاريخية بالتعاون مع معهد "شايو" الفرنسي في باريس.

## أقسام الكلية والدرجات

### الأقسام
- التصميم المعماري
- التخطيط والبيئة
- التنفيذ وعلوم البناء
- التاريخ ونظريات العمارة

### الدرجات العلمية التي تمنحها الكلية
- الإجازة في الهندسة المعمارية
- الماجستير في تخصصات محددة وفق نظام الدراسات العليا
- الدكتوراه في مجالات يحددها نظام الدراسات العليا
- دبلومات وماجستيرات تأهيل وتخصص حسب الأنظمة الخاصة بهذه البرامج